# Douglas Crimp
John Douglas Crimp (19 de agosto de 1944 - 5 de julio de 2019) fue un historiador, crítico, curador y activista estadounidense. Fue conocido por sus contribuciones académicas en los campos de las teorías posmodernas y el arte, la crítica institucional, la danza, el cine, la teoría queer y la teoría feminista. Sus escritos están marcados por la convicción de fusionar los mundos, a menudo disyuntivos, de la política, el arte y la academia. De 1977 a 1990, fue editor jefe de la revista October. Antes de su muerte, Crimp fue Professor Fanny Knapp Allen de historia del arte, y profesor de estudios visuales y culturales en la Universidad de Rochester.

## Primeros años y educación
Nacido de Doris y John Carter Crimp y criado en Coeur d'Alene, Idaho, Crimp asistió a la Universidad Tulane de Nueva Orleans, gracias a una beca para estudiar historia del arte. Su carrera después se trasladó a la ciudad de Nueva York en 1967, donde trabajó como asistente curatorial en el Museo Solomon R. Guggenheim y como crítico de arte, escribiendo para Art News y Art International. En 1967 Crimp trabajó brevemente para el modista Charles James, ayudándolo a organizar sus documentos para escribir sus memorias.
Entre 1971 y 1976, Crimp enseñó en la Escuela de Artes Visuales, antes de inscribirse en la escuela de posgrados en el Centro de Posgrado de CUNY, donde estudió arte contemporáneo y teoría con Rosalind Krauss. En 1977 se convirtió en el editor jefe de la revista October, que había sido fundada por Rosalind Krauss, Annette Michelson y Jeremy Gilbert-Rolfe en 1976. Fue nombrado rápidamente coeditor, y fue una figura central en la publicación. hasta que se retiró de ella en 1990.
Poco después de irse de October, Crimp dictó la cátedra de estudios gays en el Sarah Lawrence College. En 1992 comenzó a enseñar en el Programa de Estudios Visuales y Culturales de la Universidad de Rochester.

## Trabajo
Crimp fue un crítico importante en el desarrollo de la teoría del arte posmoderno. En 1977 fue curador de la influyente exposición "Pictures" en el Artists Space, presentando los primeros trabajos de Sherrie Levine, Jack Goldstein, Philip Smith, Troy Brauntuch y Robert Longo. Dos años más tarde, elaboró la discusión de las estrategias artísticas posmodernas, en un ensayo con el mismo título en October, que incluyó a Cindy Sherman, en lo que se conoció como la "Generación de imágenes". En su ensayo de October de 1980 On the Museum’s Ruins (Sobre las ruinas del museo), aplicó las ideas de Foucault a un análisis de los museos, describiéndolos como una "institución de confinamiento" comparable a los asilos y cárceles, que son objeto de las investigaciones de Foucault. Sus ensayos sobre arte posmodernista y crítica institucional se publicaron en el libro de 1993 On the Museum’s Ruins.
En 1985, Crimp fue uno de los numerosos críticos de arte, curadores y artistas que habló en una audiencia ante la Administración de Servicios Generales, en defensa de la controvertida escultura pública de Richard Serra, Tilted Arc (Arco inclinado), que había sido encargada como pieza artística original específicamente destinada para la Federal Plaza de la ciudad de Nueva York, la cual fue finalmente retirada en 1989.
En 1987, Crimp editó un número especial sobre el VIH/sida de October, titulado AIDS: Cultural Analysis/Cultural Activism (Sida: análisis cultural/ activismo cultural). En la introducción del artículo, Crimp abogó por "prácticas culturales que participen activamente en la lucha contra el VIH/sida y sus consecuencias culturales". Durante este tiempo, fue miembro activo de ACT UP, grupo militante contra el VIH/sida en Nueva York. Mourning and Militancy (Luto y militancia)  de 1989, discute las conexiones entre las representaciones artísticas del luto y las intervenciones políticas de la militancia. Crimp argumenta que se debe permitir que estas dos posiciones opuestas coexistan. En 1990 publicó un libro titulado AIDS Demo Graphics (Demo Grafía Sida) sobre la estética activista de ACT UP, junto con Adam Rolston. El trabajo de Crimp sobre el VIH/sida ha sido visto como una contribución importante al desarrollo de la teoría queer en EE. UU. En 2002, Crimp publicó todos sus trabajos anteriores sobre el VIH/sida, en el libro Melancholia and Moralism – Essays on AIDS and Queer Politics (Melancolía y moralismo - ensayos sobre el sida y la política queer). La académica feminista Diana Fuss y el crítico cultural Phillip Brian Harper exhortaron a Crimp publicar sus apuntes, "durante una cena de una noche de verano".

Doublas Crimp laboró como asistente curatorial del Museo Guggenheim de Nueva York

En 2016, Crimp publicó sus memorias, Before Pictures, (Antes de las imágenes) sobre la relación entre el mundo del arte y el mundo gay, en la Nueva York de las décadas de 1960 y 1970. El libro comienza en su ciudad natal en Idaho, de donde escapa a Nueva York, para escribir críticas para ARTnews mientras trabaja en el Museo Solomon R. Guggenheim. Trabajando como asistente curatorial en el Guggenheim, Crimp señala que fue uno de los pocos que vio la escultura-pintura de Daniel Buren, antes de que fuera retirada del museo. Crimp detalla sus días trabajando en el Hotel Chelsea para el diseñador Charles James, pasando sus tardes viendo películas y ballet, y cofundando la revista de arte de October. Crimp también describe la vida nocturna de la ciudad de Nueva York en los años sesenta y setenta, durante el auge de la música de garaje, house y disco, las drogas recreativas y todo, hasta altas horas de la noche junto al séquito de Warhol en el nightclub Max's Kansas City. Más tarde, Crimp describe cómo comenzó a centrar su atención en el activismo dedicado a repensar el VIH/sida.

## Fallecimiento
Crimp falleció de un mieloma múltiple, en su hogar de Manhattan el 5 de julio de 2019. Tenía 74 años.

### Libros
- AIDS Demo Graphics (Demo Grafía Sida). Seattle: Bay Press, 1990 (with Adam Rolston) ISBN 978-0941920162
- On the Museum's Ruins (Sobre las ruinas del museo). Cambridge, Massachusetts: MIT Press, 1993 ISBN 9780262032094
- Melancholia and Moralism - Essays on AIDS and Queer Politics (Melancolía y moralismo - ensayos sobre el sida y la política queer). Cambridge, Massachusetts: MIT Press, 2002 ISBN 9780262032957
- "Our Kind of Movie": The Films of Andy Warhol ("Nuestro tipo de película": las películas de Andy Warhol) Cambridge, Massachusetts: MIT Press, 2012 ISBN 9780262017299
- Before Pictures (Antes de las imágenes). Chicago, IL: University of Chicago Press, 2016 ISBN 9780226423456

### Ensayos
- "The Photographic Activity of Postmodernism" ("La actividad fotográfica del posmodernismo"), October, vol. 15 (Winter 1980), pp. 91-101.
- "Fassbinder, Franz, Fox, Elvira, Erwin, Armin, and All the Others" (Fassbinder, Franz, Fox, Elvira, Erwin, Armin y todos los demás), October, vol. 21 (verano de 1982), pp. 62-81.
- "AIDS: Cultural Analysis/Cultural Activism" (Sida: análisis cultural/activismo cultural), October, vol. 43 (invierno de 1987), pp. 3-16.
- "Mourning and Militancy" (Luto y militancia),October, vol. 51 (invierno de 1989), pp. 3-18.
- "Getting the Warhol We Deserve" (Consiguiendo el Warhol que nos merecemos), Social Text, vol. 17, n.º 2 (verano de 1999), pp. 49-66.
- "Yvonne Rainer, Muciz Lover" (Yvonne Rainer, amante de Muciz), Grey Room, vol. 22 (Winter 2006), pp. 49-67.
- "Merce Cunningham: Dancers, Artworks, and People in the Galleries" (Merce Cunningham: bailarines, obras de arte y personas en las galerías), Artforum International, vol. 47, no. 2 (October 2008), pp. 347-355, 407, 410.
- "You Can Still See Her: The Art of Trisha Brown" (Todavía puedes verla: el arte de Trisha Brown), Artforum International, vol. 49, no. 5 (January 2011), pp. 154-159, 242.

### Entrevistas
- Cathy Caruth and Thomas Keenan: "The AIDS Crisis Is Not Over": A Conversation With Gregg Bordowitz, Douglas Crimp, and Laura Pinsky. American Imago, vol. 48, no. 4 (Winter 1991), pp. 539-556.
- Tina Takemoto: The Melancholia of AIDS: Interview with Douglas Crimp Art Journal, 2003.
- Mathias Danbolt: Front Room Back Room: An Interview with Douglas Crimp in Trikster - Nordic Queer Journal #2, 2008.

### Revisiones y estudios críticos
- Wilson, Jake (April 2013). "Elbows on his knees"  Australian Book Review. eview of "Our kind of movie".